# Alienates barberi
Alienates barberi är en insektsart som beskrevs av Delane C. Kritsky 1981. Alienates barberi ingår i släktet Alienates och familjen Enicocephalidae. Inga underarter finns listade i Catalogue of Life.